# Davidov
Davidov – wieś (obec) na Słowacji położona w kraju preszowskim, w powiecie Vranov nad Topľou. Pierwsze wzmianki o miejscowości pochodzą z 1361 roku.
Według danych z dnia 31 grudnia 2012 roku, wieś zamieszkiwały 804 osoby, w tym 425 kobiet i 379 mężczyzn.
W 2001 roku rozkład populacji względem narodowości i przynależności etnicznej wyglądał następująco:
- Słowacy – 99,65%
- Czesi – 0,23%
- Ukraińcy – 0,12%

Ze względu na wyznawaną religię struktura mieszkańców kształtowała się w 2001 roku następująco:
- Katolicy rzymscy – 20,90%
- Grekokatolicy – 77,48%
- Ewangelicy – 0,81%
- Prawosławni – 0,12%
- Przedstawiciele innych wyznań – 0,12%
- Nie podano – 0,23%